# Vîden, Korosten
Vîden (în ucraineană Видень) este un sat în comuna Davîdkî din raionul Korosten, regiunea Jîtomîr, Ucraina.

## Demografie
Componența lingvistică a localității Vîden
     Ucraineană (98,73%)
     Rusă (1,27%)
Conform recensământului din 2001, majoritatea populației localității Vîden era vorbitoare de ucraineană (98,73%), existând în minoritate și vorbitori de rusă (1,27%).